# ディアナの狩猟
『ディアナの狩猟』（ディアナのしゅりょう、伊: Caccia di Diana、英: The Hunt of Diana）は、イタリア・バロック期のボローニャ派の画家ドメニキーノが1616年にキャンバス上に油彩で制作した絵画である。『ディアナとニンフたちの弓競技』（ディアナとニンフたちのゆみきょうぎ、英: Archery Contest of Diana and her Nymphs）、『狩猟後のディアナとニンフ』（しゅりょうごのディアナとニンフ、英: Diana and her Nymphs after the Hunt）、『狩りをするディアナ』（かりをするディアナ、英: Diana Hunting）としても知られる。作品はピエトロ・アルドブランディーニ枢機卿により委嘱されたが、シピオーネ・ボルゲーゼに掠奪され、現在はローマのボルゲーゼ美術館に所蔵されている。 

## 画家
ドメニキーノ、本名ドメニコ・ザンピエーリ (Domenico Zampieri) は1581年にボローニャで生まれた。ドメニキーノはフランドル美術を学び、デニス・カルファールトのもとで修業をした。その後、ローマに移り、アンニーバレ・カラッチに雇われた画家たちとともにカラッチが意匠を行ったファルネーゼ宮殿のフレスコ画『神々の愛』などを制作し、小さなドメニコを意味する「ドメニキーノ」というあだ名をつけられた。やがて、彼はカラッチお気に入りの弟子となる。後に、ドメニキーノはピエトロ・アルドブランディーニ枢機卿とシピオーネ・ボルゲーゼ枢機卿の両者から作品を依頼されることとなった。

## 委嘱

### ピエトロ・アルドブランディーニ
この絵画は元来、ピエトロ・アルドブランディーニ枢機卿により委嘱され、枢機卿がすでに所有していたティツィアーノの諸作を補完するべく意図されていた。しかし、これらティツィアーノの絵画群は、もともとアルドブランディーニ枢機卿が委嘱したものでも所有していたものでもない。
アルドブランディーニ枢機卿は教皇クレメンス8世の甥であった。しかし、ひとたびボルゲーゼ家が権力を握ると、クレメンス8世は自身の一族とともに退けられた。アルドブランディーニは枢機卿であることの日々のストレスから逃れるために芸術を利用し、ティツィアーノとアンニーバレ・カラッチの作品を熱心に収集した。ドメニキーノはカラッチの弟子であったため、アルドブランディーニ枢機卿はドメニキーノの作品にも関心を抱いた。枢機卿が所有していたティツィアーノの諸作はローマにあった作品をエステ家から継承したもので、『ヴィーナスへの奉献』と『アンドロス島のバッカス祭』 (ともにマドリードのプラド美術館蔵) が代表的な作品であった。

### シピオーネ・ボルゲーゼ
クレメンス8世の死後、パウルス5世が教皇の座に就いた。彼の甥であったシピオーネ・カッファレッラは教皇の甥であることだけで満足せず、教皇の養子となり、シピオーネ・ボルゲーゼ枢機卿となった。
シピオーネ・ボルゲーゼとピエトロ・アルドブランディーニの間の敵対関係は、シピオーネがアルドブランディーニの後を継いで、教皇の甥枢機卿 となったことが原因であった。ボルゲーゼ家もまた、権力の座にあった時期はずっと多くの芸術家たちを庇護した。シピオーネ・ボルゲーゼ枢機卿はジョヴァンニ・バリオーネの『ミューズたち』を含む数々の神話主題の作品を所有していた。ボルゲーゼ家のコレクションの大半は、芸術家たちや芸術庇護者たちが権力と富を剝奪された後に彼らから強制的に獲得されたものであった。
本作は元来、ピエトロ・アルドブランディーニにより委嘱されたものであるが、シピオーネ・ボルゲーゼはドメニキーノに接触し、彼自身のために作品を仕上げるように促した。アルドブランディーニ家に忠誠心を持っていたドメニキーノは拒否し、すぐさまシピオーネ・ボルゲーゼにより投獄された。

## 主題

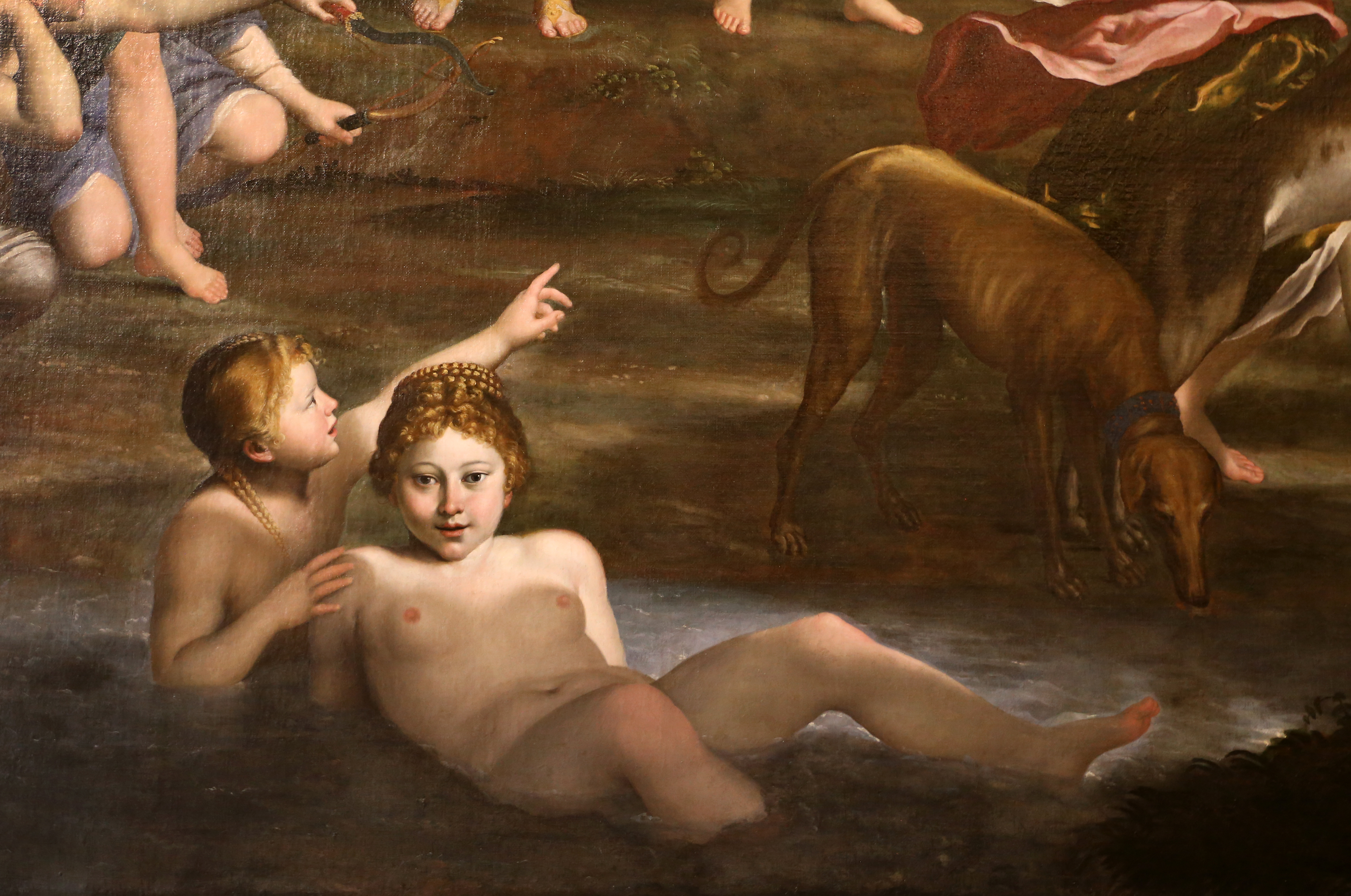
作品中のニンフ

本作は題名が示す通り、主題は狩猟、月、処女性、野生動物の女神ディアナを表した神話の場面である。彼女のアトリビュート (人物を特定する事物) は頭部の三日月、身に着けている矢筒、弓矢で、狩猟の女神であることからしばしば猟犬を伴って描かれる。彼女は非常に潔癖な処女神で、けっして男性を受け入れようとはしなかった。ディアナの一番の楽しみは自分に仕えているニンフたちといっしょに山野を巡って狩りをすることで、狩りに興じた後はニンフたちとともに泉や川、湖で水浴を楽しんだ。彼女はアポロン同様、人間に厳しい面があり、純潔が穢されたり、自分の領域が侵されたりすると、人間を処刑することもあった。
作品は、ドメニキーノの風景画を描く能力ならびに古代の芸術様式に関する知識を示している。 また、画面の男性たちは、偵察、欲望、リスク、そして究極的に彼らの行為により自分自身を陥らせている危険など、あらゆる事柄を表す寓意像となっている。
ニンフに関しては、1人が水の中からまっすぐに鑑賞者を見つめている。これはドメニキーノが鑑賞者を画面に引き入れる手法であり、鑑賞者と画中の出来事との間のバリアを取り除いている。ニンフは、あたかも場面を目撃している鑑賞者を草むらの中に見つけたかのように微笑んでおり、鑑賞者を画中の男性たちと同一視している。
ディアナは頭部に上下さかさまの三日月を着けているため、画中でもっとも見つけやすい。上述のように、彼女は通常、弓矢によっても特定することができる。
絵画は題名通り、女神ディアナと彼女の従者ニンフたちによる弓競技を描いている。ウェルギリウスの叙事詩『アイネイアス』、ヘシオドスの『神統記』ならびにホメロスの叙事詩『イーリアス』などの古典に叙述されているように、本作の場面は狩猟の後のディアナとニンフたちを描いている。ディアナは、文学や絵画ではしばしば大人の女性ではなく、子供として表される。ニンフたちもまた同様に描かれるが、それは女神が彼女たちが老いないよう祝福しているからである。

## 様式

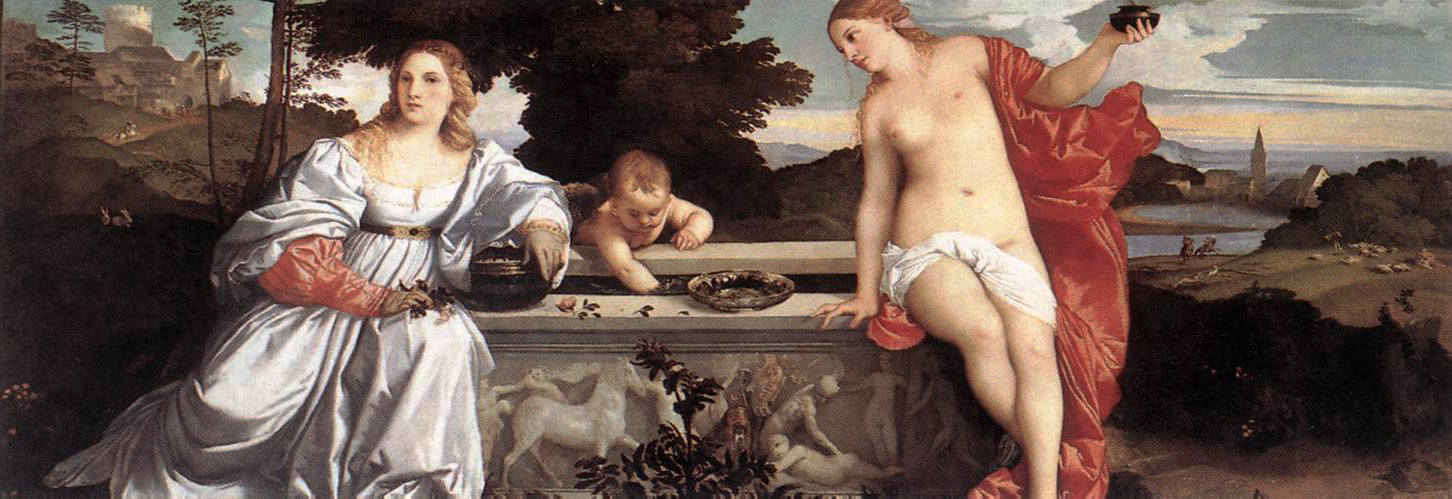
ティツィアーノ『聖愛と俗愛』ボルゲーゼ美術館、ローマ

ドメニキーノの様式は非常に自然に基づいたものであるが、それは彼が自然はすべての芸術作品の基礎と信じていたからである。さらに、彼は、人物像を描くために古代彫刻の形態を懸命に学んだ。このことは、人物像にバロック期当時に見られた衣服ではなく、古代の衣服を纏わせて表現するドメニキーノの関心にも現れている。ドメニキーノは、単に物語の部分を叙述するよりも大掛かりな出来事を描く方が鑑賞者を作品に取り込む正しい方法であると信じていた。場面の混沌とした性質により、男性たちが女神と彼女の従者たちを覗き見るために忍び込むことができたという状況が生み出されている。本作には歴史的場面、風景、教訓など多くの主題が表されている。ドメニキーノの作品は、ティツィアーノの作品と格好の組み合わせとなった。

## 歴史的背景

### ローマにいた教皇の甥たち
教皇は、在位期間の早期に甥たちの中で通常、教皇に最も親しい男性を高い権力の地位に任命した。これら教皇の甥枢機卿たちは権力を与えられたが、それほどの職務上の責任はなかった。そのため、彼らはしばしば重要な芸術庇護者となったのである。しかし、当時、縁故主義はカトリック教会内で大きな問題となっていた。シピオーネ・ボルゲーゼの場合に見られたように、彼らには甥としてだけの権力では不十分で、もっと多くを要求したのである。教皇の家族と、選出されなかったか資格のない役人を権力の高い地位に置くことは、教会の財産が過剰に費やされることにつながった。

### ローマにおける神話主題の作品の収集
ドメニキーノがフランドル美術を学んだことは、17世紀における一般的な絵画の主題を示唆する。この時期、最も一般的な主題は宗教か神話のものであった。当時、神話を描くことはどれだけ教養があるかを示すものであったが、それは神話を原語で読まなくてはならなかったからである。神話主題の芸術作品は、その異教的描写が教会に反するものであったため、しばしば個人の邸宅に所蔵されていた。来客が邸宅の主人が現れるのを待つ時、あるいは来客が大きな祝宴にやってくる時は、戦略的に展示されたこの神話主題の芸術は、彼らに所有者が持っていた知識、そして権力と権威を垣間見せるものとなったのである。